# Heterocladium vancouveriense
Heterocladium vancouveriense là một loài rêu trong họ Thuidiaceae. Loài này được (Kindb.) Kindb. mô tả khoa học đầu tiên năm 1892.